# Энтон, Рон
Ро́нальд М. «Рон» Э́нтон (англ. Ronald M. Anton; 1942 — 2023) — канадский кёрлингист.
В составе мужской сборной Канады участник чемпионата мира 1974 (заняли четвёртое место). Двукратный чемпион Канады среди мужчин.
Играл на позиции третьего.

## Биография
В 1975 году был введён в Зал славы канадского кёрлинга.

## Достижения
- Чемпионат Канады по кёрлингу среди мужчин: золото (1961, 1974), серебро (1962).
- Команда «всех звёзд» (англ. All Star Team) мужского чемпионата Канады: 1974[3].

## Команды
| Сезон   | Четвёртый   | Третий    | Второй        | Первый        | Турниры                     |
| ------- | ----------- | --------- | ------------- | ------------- | --------------------------- |
| 1960—61 | Эктор Жерве | Рон Энтон | Рэй Вернер    | Уолли Урсуляк | ЧК 1961                     |
| 1961—62 | Эктор Жерве | Рон Энтон | Рэй Вернер    | Уолли Урсуляк | ЧК 1962                     |
| 1973—74 | Эктор Жерве | Рон Энтон | Уоррен Хансен | Даррел Саттон | ЧК 1974 · ЧМ 1974 (4 место) |

(скипы выделены полужирным шрифтом)